# Steve Baker
Steve Baker (Bellingham, Washington, Estados Unidos, 5 de septiembre de 1952) es un piloto de motociclismo estadounidense. Fue el primer estadounidense en ganar un campeonato mundial de motociclismo al ganar el título de la Fórmula 750 de 1977.

## Biografía
Nació en Bellingham, Washington, Baker comenzó su carrera en los ovalos de dirt track del Pacífico Noroeste. Luego pasó a las carreras en circuitos y comenzó a competir en Canadá, convirtiéndose en un tres veces campeón canadiense. Sus buenos resultados le valieron un lugar en el equipo Yamaha factory team para la temporada 1977. Comenzó el año ganando el prestigioso Daytona 200 antes de viajar a Europa para competir en los campeonatos del mundo. Baker ganó el título 1977 de la Fórmula 750 y acabó en segundo lugar detrás de Barry Sheene en el campeonato del mundo 500cc. Fue liberado por el equipo Yamaha después de la temporada y compitió en el campeonato de 1978 en un Suzuki privada. Al final de esa temporada, Baker sufrió un devastador accidente en el circuito de Mosport en Canadá que lo dejó con un brazo roto y una lesión en su pierna izquierda. Después, decidió retirarse de las carreras competitivas.
Después de retirarse, Baker compró un concesionario de motos en su ciudad natal Bellingham. Fue inducido en el AMA Motorcycle Hall of Fame en 1999.

## Resultados en el Campeonato del Mundo
Sistema de puntuación desde 1969 hasta 1987:
Sistema de puntuación desde 1969 hasta 1987:
| Posición | 1.º | 2.º | 3.º | 4.º | 5.º | 6.º | 7.º | 8.º | 9.º | 10.º |
| Puntos   | 15  | 12  | 10  | 8   | 6   | 5   | 4   | 3   | 2   | 1    |

### Carreras por año
(Carreras en Negrita indica pole position, Carreras en cursiva indica vuelta rápida)
| Año  | Clase | Equipo | 1     | 2       | 3       | 4       | 5     | 6     | 7       | 8     | 9      | 10      | 11    | Pos. | Pts. |
| ---- | ----- | ------ | ----- | ------- | ------- | ------- | ----- | ----- | ------- | ----- | ------ | ------- | ----- | ---- | ---- |
| 1977 | 500cc | Yamaha | VEN 2 | AUT DNS | GER 3   | NAT 4   | FRA 3 | NED 5 | BEL 2   | SWE 3 | FIN 12 | CZE Ret | GBR 2 | 2.º  | 80   |
| 1978 | 500cc | Suzuki | VEN 3 | SPA 6   | AUT Ret | FRA Ret | NAT 4 | NED 9 | BEL Ret | SWE 4 | FIN 6  | GBR Ret | GER 7 | 7.º  | 42   |